# Бруно Кортес
Бруно Кортес (порт. Bruno Cortez, нар. 11 березня 1987, Ріо-де-Жанейро) — бразильський футболіст, захисник клубу «Греміо».
Виступав, зокрема, за «Ботафогу» та «Сан-Паулу», а також провів один матч за національну збірну Бразилії.

## Клубна кар'єра
Народився 11 березня 1987 року в місті Ріо-де-Жанейро. Вихованець юнацької команди «Артурзіньйо», в якій і розпочав виступати на дорослому рівні. До 24 років Бруно Кортес виступав за невеликі команди на рівні чемпіонатів штатів, крім того 2007 року нетривалий час виступав у чемпіонаті Катару за клуб «Аль-Шаханія». 
У другій половині 2011 року перейшов в «Ботафогу», де одразу ж став гравцем основи. За підсумками року Бруно Кортес був визнаний найкращим лівим захисником чемпіонату Бразилії, отримавши нагороду «Срібний м'яч».
У міжсезоння був проданий в «Сан-Паулу». В 2012 році провів близько 70 матчів за «триколірних» і в кінці року завоював Південноамериканський кубок.
Другу половину 2013 року на правах оренди провів у лісабонській «Бенфіці», за яку зіграв шість матчів у чемпіонаті Португалії. У 2014 році на правах оренди виступав за «Крісіуму», а наступні два роки, до закінчення контракту з «Сан-Паулу», виступав у Японії за клуб «Альбірекс Ніїгата».
З 2017 року виступає за «Греміо». Допоміг «мушкетерам» виграти Кубок Лібертадорес 2017 року. Станом на 30 листопада 2017 відіграв за команду з Порту-Алегрі 24 матчі в національному чемпіонаті.

## Виступи за збірну
У 2011 році провів один матч за збірну Бразилії. 28 вересня у матчі Суперкласіко де лас Амерікас бразильці з рахунком 2:0 обіграли збірну Аргентини і виграли трофей. Бруно Кортес вийшов у стартовому складі і на 85-й хвилині був замінений на Клебера.

## Титули і досягнення

### Командні
- Володар Південноамериканського кубка (1):

«Сан-Паулу»: 2012
- Володар Кубка Лібертадорес (1):

«Греміо»: 2017
- Переможець Рекопи Південної Америки (1):

«Греміо»: 2018

### Збірні
- Переможець Суперкласіко де лас Амерікас: 2011

### Особисті
- Учасник символічної збірної чемпіонату Бразилії (Срібний м'яч) (1): 2011 (найкращий лівий захисник)

## Особисте життя
Бруно Кортес одружений, весілля відбулося в одному з ресторанів мережі швидкого харчування. Має двох синів.
| Дата      | Місто | Господарі | Результат | Гості     | Турнір                       | Голи | Примітки |
| --------- | ----- | --------- | --------- | --------- | ---------------------------- | ---- | -------- |
| 28-9-2011 | Белен | Бразилія  | 2 – 0     | Аргентина | Суперкласіко де лас Амерікас | -    |          |
| Усього    |       | Матчів    | 1         |           | Голів                        | 0    |          |